# 遠東貿易服務中心
遠東貿易服務中心，亦稱遠東貿易中心、亞東貿易中心、遠東商務辦事處等，是中華民國經濟部於非邦交地區設置之商務辦事處。2006年起，外貿協會原以遠東貿易服務中心設置之駐外機構，多改以台灣貿易中心名義設置。

## 各地机构
- 中華民國經濟部在科特迪瓦首都阿比让设有「遠東貿易服務中心駐象牙海岸辦事處」。1983年，两国断交。该机构仍然存在[3]:27。2017年暫停運作。
- 1972年8月24日，中華民國經濟部在瑞士苏黎世「遠東貿易服務中心駐瑞士代表辦事處」[3]:54。1991年改名「駐蘇黎世台北貿易辦事處」，2007年與駐瑞士台北文化經濟代表團合署辦公，改稱「駐瑞士代表處經濟組」。
- 1972年7月1日，中華民國經濟部设立「大華貿易公司駐倫敦辦事處」[3]:58。
- 1974年7月8日，中華民國經濟部设立「遠東貿易服務中心駐比利時辦事處」（現為駐比利時代表處經濟組）[3]:20。
- 1978年11月14日，中華民國經濟部设立「駐義大利遠東貿易中心」[3]:38。
- 1989年4月，外貿協會在墨西哥首都墨西哥城设立「遠東貿易服務中心駐墨西哥辦事處」[3]:45。
- 遠東貿易服務中心駐香港辦事處為中華民國經濟部駐外單位，轄區涵蓋香港、澳門及中國大陸。負責經貿、投資及海關等事項，以及及商業往來之推廣及查詢事項。（地址：香港灣仔港灣道18號中環廣場15樓1503室、電話：+852 2524-3337、傳真：+852 2521-7711）
- 2020年2月外貿協會以遠東貿易服務中心名義設置駐金邊辦事處。